# Venom (musikgrupp)
Venom är ett brittiskt heavy metal-band bildat 1979 i Newcastle upon Tyne, England. Gruppen är mest känd för att ha lagt grunderna till submetalgrenen black metal. Deras andra album var betitlat just Black Metal och kan räknas som det första albumet i genren. Bandet kan även ses som en av pionjärerna till thrash metal då black metalsoundet inte var färdigutvecklat och till skillnad från thrash metal skulle black metal inte etablera sig som begrepp förrän närmare ett årtionde senare.
Medlemmarna då var Cronos (basgitarr/sång), Mantas (gitarr) och Abbadon (trummor). Venoms största framgångar kom under perioden från det första albumet Welcome to Hell 1981 till At War With Satan 1983.

## Medlemmar
Nuvarande medlemmar
- Cronos (Conrad Lant) – basgitarr, gitarr, sång (1979–1987, 1995– )
- Rage (Stuart Dixon) – gitarr (2007– )
- Danté (Daniel Needham) – trummor (2009– )

Tidigare medlemmar
- Alan Winston – basgitarr (1979)
- Mantas ( Jeff Dunn) – gitarr (1979–1985, 1989–2002)
- Abaddon ( Anthony Bray) – trummor (1979–1999)
- James Clare – gitarr (1987–1988)
- War Maniac (Steve White) – gitarr (1992)
- Big Al (Alastair Barnes) – gitarr (1989–1991)
- Jesus Christ (Clive Archer) – sång (1979)
- Demolition Man (Tony Dolan) – sång, bas (1989–1992)
- Mykvs (Mike Hickey) – gitarr (1987–1988, 2005–2007)
- V.X.S. (Trevor Sewell) – keyboard (1991–1992)
- Antton (Antony Lant) – trummor (2000–2009)

Bildgalleri

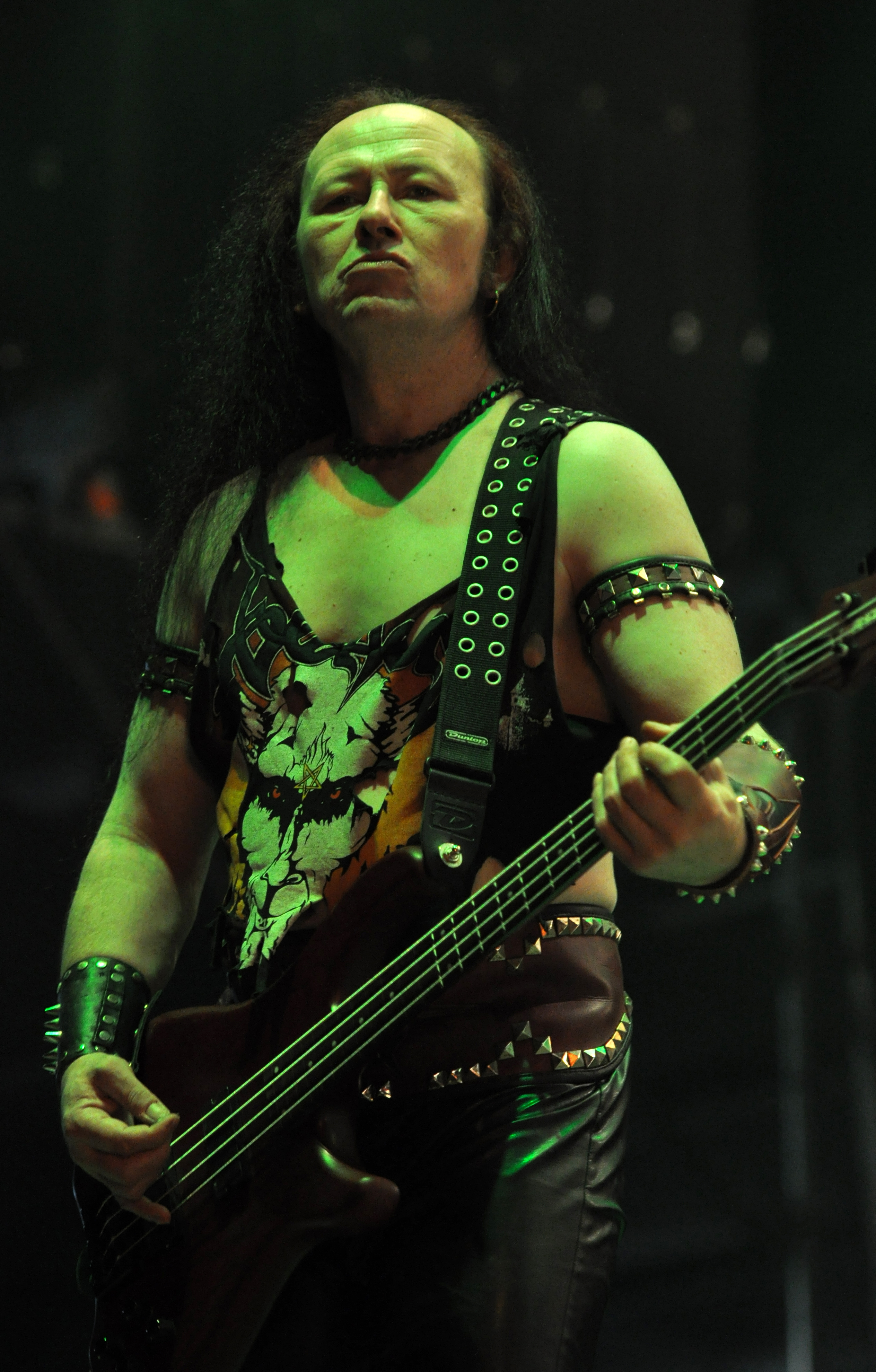
Conrad Lant
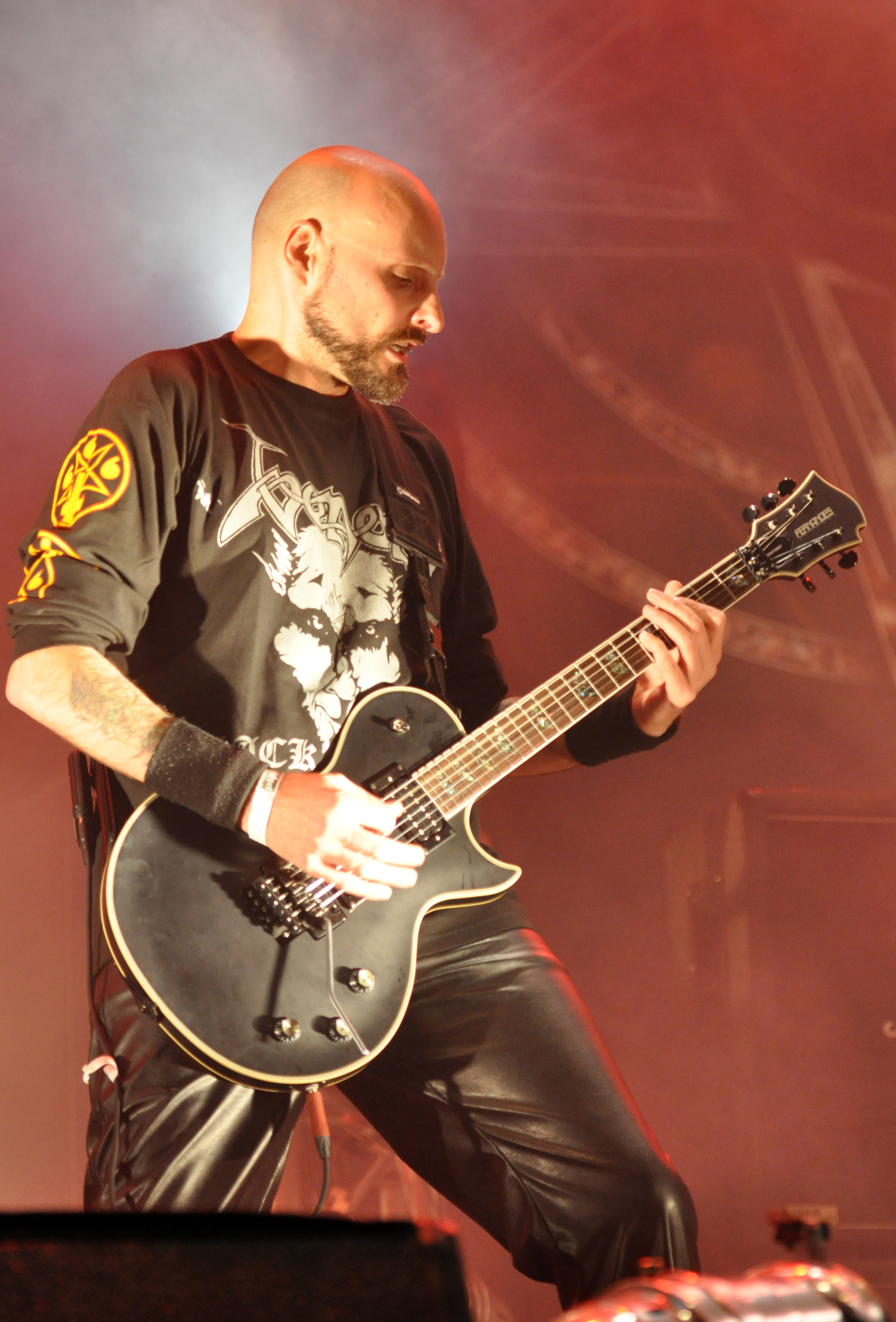
Stuart Dixon
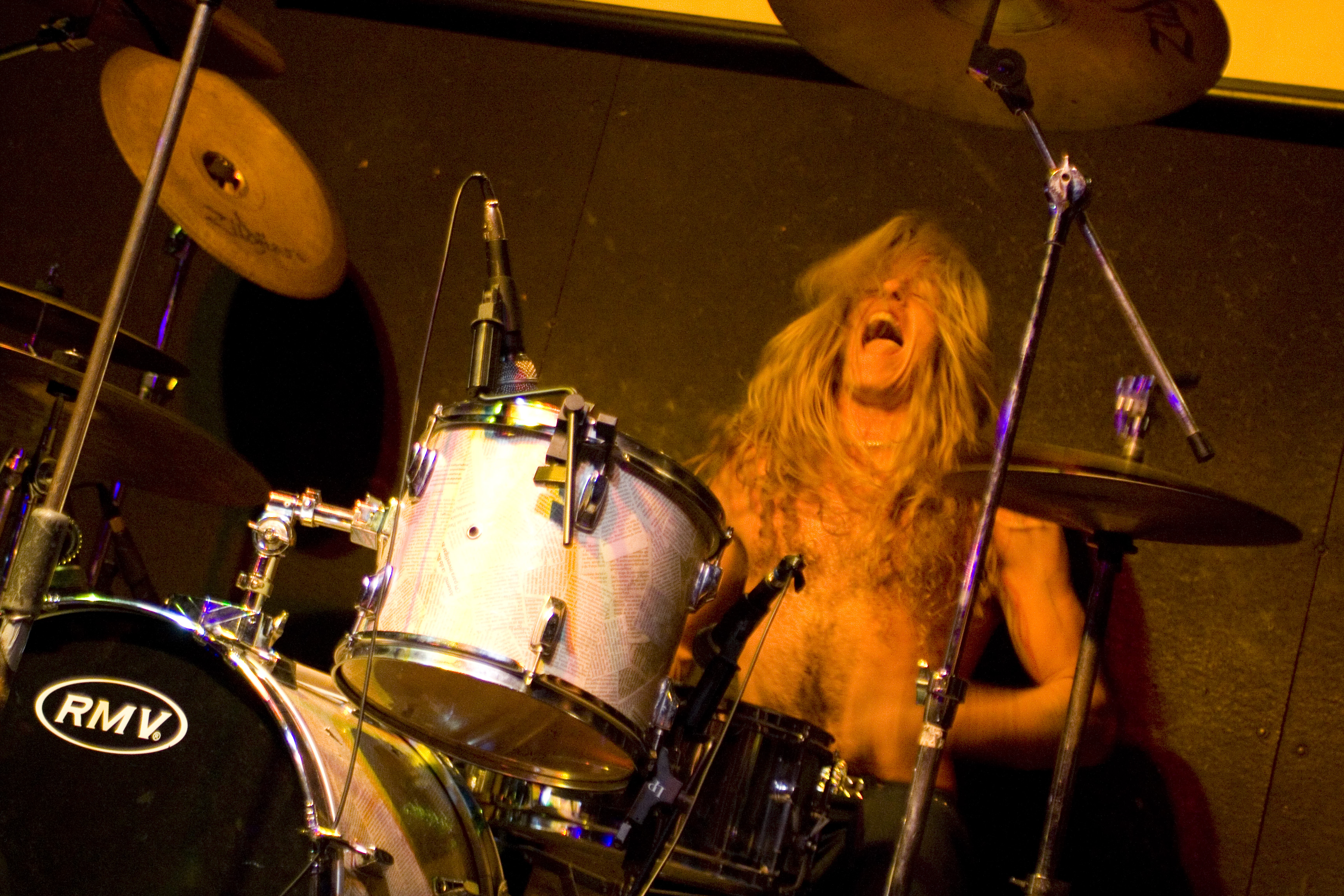
Daniel Needham
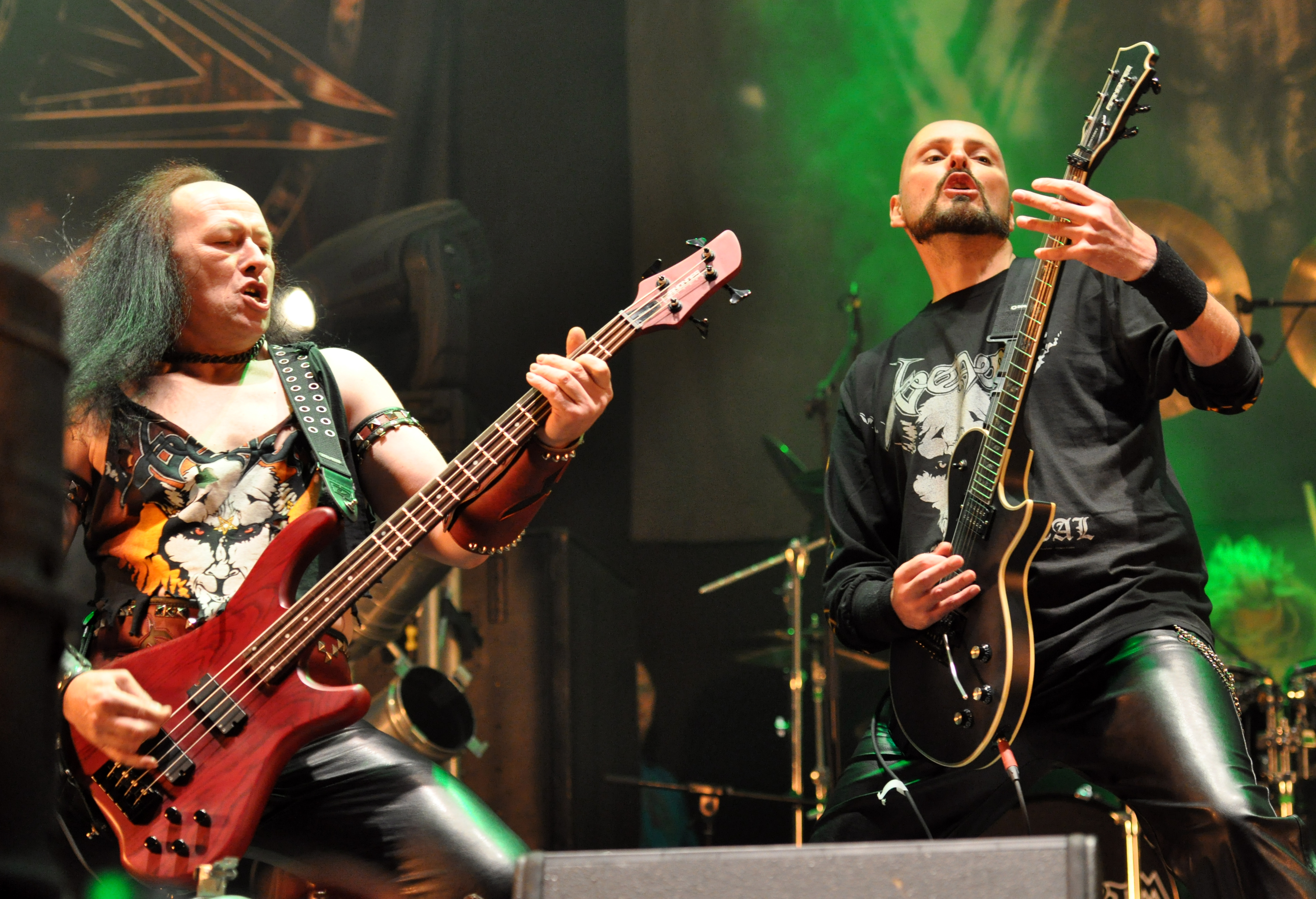
Venom live 2013

## Diskografi
Studioalbum
- Welcome to Hell (1981)
- Black Metal (1982)
- At War with Satan (1983)
- Possessed (1985)
- Calm Before the Storm (1987)
- Prime Evil (1989)
- Temples of Ice (1991)
- The Waste Lands (1992)
- Cast In Stone (1998)
- Resurrection (2000)
- Metal Black (2006)
- Hell (2008)
- Fallen Angels (2011)
- From the very Depths (2015)
- Storm the Gates (2018)

Livealbum
- Official Bootleg (1985)
- Eine Kleine Nachtmusic (1985)

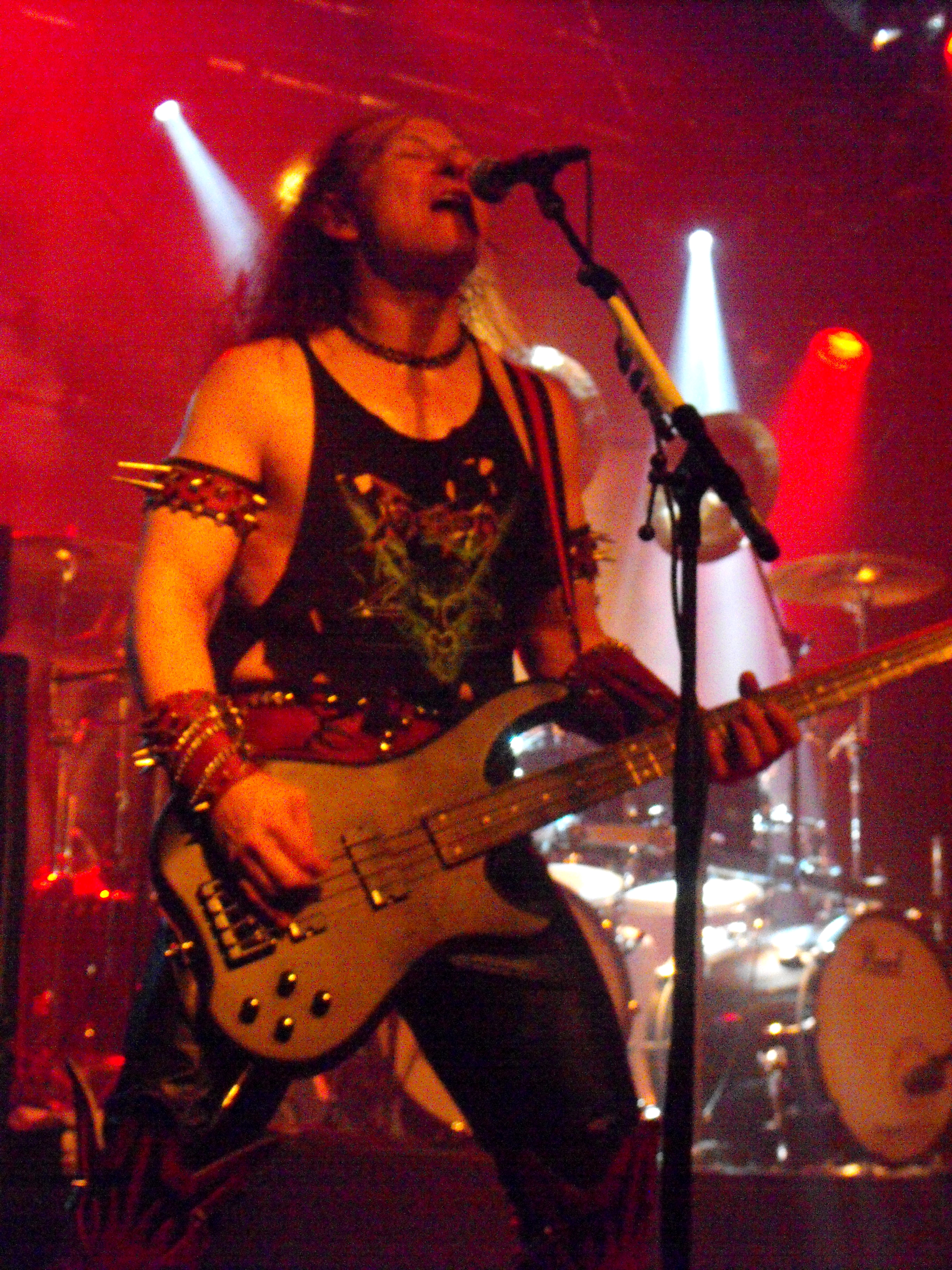
Venom live i Norge 2010

- The Second Coming (Live at Dynomo) (1996)
- Bitten (2002)
- Witching Hour (2003)

EP
- Demon (1980)
- To Hell and Back (1982)
- At War With Satan (1983)
- American Assault (1985)
- Canadian Assault (1985)
- French Assault (1985)
- German Assault (1985)
- Hell at Hammersmith (1985)
- Japanese Assault (1985)
- Scandinavian Assult (1986)
- Italian Assault (1987)
- Tear Your Soul Apart (1990)
- Venom '96 (1999)
- Live 1996 (1999)
- 100 Miles to Hell (2017)

Singlar
- "In League With Satan" / "Live Like an Angel (Die Like a Devil)" (1981)
- "Bloodlust" / "In Nomine Satanas" (1982)
- "Die Hard" / "Acid Queen" (1983)
- "Warhead" / "Lady Lust" / "The 7 Gates of Hell" (1984)
- "Manitou" / "Woman" / "Dead of the Night" (1985)
- "Nightmare" / "Satanachist" (1985)
- "Antechrist" (2006)
- "Hammerhead" (2011)

Samlingsalbum (urval)
- Here Lies Venom (1995) (4 x 12" vinyl box)
- From Hell to the Unknown... (1985)
- Welcome to Hell / Black Metal (1986)
- The Singles 80-86 (1986)
- Japanese Assault (1986)
- Acid Queen (1991)
- In Memorium (1991)
- The Book of Armageddon (1992)
- Kissing the Beast (1993)
- Leave Me in Hell (1993)
- Skeletons in the Closet (1993)
- Old, New, Borrowed and Blue (1993)
- Black Reign (1996)
- From Heaven to the Unknown (1996)
- New, Live & Rare (1998)
- Buried Alive (1999)
- The Collection (2000)
- Court of Death (2000)
- The Venom Archive (2001)
- Greatest Hits & More (2001)
- A Triple Dose of Venom (2001) (3 x CD box)
- Kissing the Beast (2002)
- In League With Satan (2002)
- Kissing the Beast (2002)
- Welcome to Hell (2002)
- Lay Down Your Soul! (2003)
- In League with Satan (2003)
- Witching Hour - The Best of Venom (2003)
- The Seven Gates of Hell - Singles 1980-1985 (2003)
- Darkest Hour (2004)
- MMV (2005) (4 x CD box)
- Assault! (2017) (6 x CD box)
- The Singles (2018) (5 x CD box)
- In Nomine Satanas (2019) (2 x 12" vinyl)